# العضبة (ردفان)

تعديل مصدري - تعديل

العضبة هي إحدى قرى عزلة الحبيلين بمديرية ردفان التابعة لمحافظة لحج، بلغ تعداد سكانها 27 نسمة حسب تعداد اليمن لعام 2004.